# Histoire du Val-de-Marne

La création des départements de Paris, des Hauts-de-Seine, de la Seine-Saint-Denis, du Val-de-Marne, de l'Essonne, des Yvelines, du Val-d'Oise à partir de la Seine et de la Seine-et-Oise en 1968.

Le département du Val-de-Marne est créé le 24 février 1965, en application de la loi du 10 juillet 1964, à partir de la partie sud-est de l'ancien département de la Seine (29 communes) et d'une petite portion de celui de Seine-et-Oise (18 communes).

## Avant la naissance du département
De 1790 à 1795 l'actuel département du Val-de-Marne était partagé entre 2 départements, (département de Paris et département de Seine-et-Oise) et 3 districts (District de Bourg-de-l'Égalité, District de Franciade et District de Corbeil).
De 1791 à 1793, les 3 districts (Paris, Franciade et Bourg-de-l'Égalité) du département de Paris, fournirent 48 bataillons de volontaires nationaux et 4 compagnies.
De 1791 à 1793, les 9 districts (Corbeil, Dourdan, Étampes, Gonesse, Mantes, Montfort, Pontoise, Saint-Germain et  Versailles) du département de Seine-et-Oise fournirent 14 bataillons de volontaires nationaux.

## La création du département

Ancien département de la Seine dont une partie a permis de créer le Val-de-Marne (en orange).

Les communes ayant permis de constituer le département du Val-de-Marne sont les suivantes :
- 29 communes sont issues du département de la Seine : Alfortville, Arcueil, Bonneuil, Bry-sur-Marne, Cachan, Champigny-sur-Marne, Charenton-le-Pont, Chevilly-Larue, Choisy-le-Roi, Créteil, Fontenay-sous-Bois, Fresnes, Gentilly, Ivry-sur-Seine, Joinville-le-Pont, Le Kremlin-Bicêtre, Le Perreux-sur-Marne, L'Haÿ-les-Roses, Maisons-Alfort, Nogent-sur-Marne, Orly, Rungis, Saint-Mandé, Saint-Maur-des-Fossés, Saint-Maurice, Thiais, Villejuif, Vincennes, Vitry-sur-Seine.
- 18 communes sont issues de l'ancien département de Seine-et-Oise : Ablon-sur-Seine, Boissy-Saint-Léger, Chennevières-sur-Marne, La Queue-en-Brie, Le Plessis-Trévise, Limeil-Brévannes, Mandres-les-Roses, Marolles-en-Brie, Noiseau, Ormesson-sur-Marne, Périgny, Santeny, Sucy-en-Brie, Valenton, Villecresnes, Villeneuve-le-Roi, Villeneuve-Saint-Georges et Villiers-sur-Marne.

## De la création à aujourd'hui

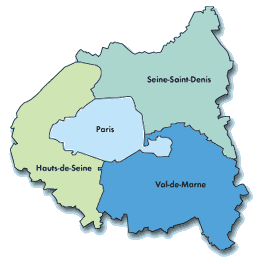
La petite couronne, autour de Paris.

À la création du département, ce dernier compte 1 121 319 habitants, principalement logés dans de petits pavillons de banlieue construits entre la fin du XIXe siècle et les années 1930, et de grands ensembles dont la mise en chantier débute au sortir de la Seconde Guerre mondiale. La préfecture, Créteil, bénéficie d'un programme d'urbanisme particulier : le "nouveau Créteil". Malgré cette politique d'urbanisation, les problèmes de logements restent criants jusqu'à la fin des années 1960 et le maintien de bidonvilles. Le plus important fut celui de Champigny où dix mille travailleurs portugais s'entassaient dans des conditions déplorables.
Le premier Conseil Général du Val-de-Marne est élu en 1967. Lors de ces premières élections cantonales des 24 septembre et 1er octobre 1967 dans les nouveaux départements de la région parisienne, le taux d’abstention grimpe à 45,5 %. Le PCF obtient 41,9 % des suffrages exprimés et les partis de gauche arrivent en tête (56,1 %). Leurs représentants sont majoritaires à un siège près. Parmi les élus du Val-de-Marne, les électeurs ont désigné quatre femmes, toutes membres du parti communiste : Hélène Edeline (maire de Gentilly), Odette Denis, Hélène Luc et Monique Mercieca, deux responsables nationales de l’Union des jeunes filles de France (UJFF). La plupart des 33 conseillers généraux cumulent d’autres fonctions électives à l’instar des maires Louis Bayeurte (Fontenay-sous-Bois, PCF), Jacques Carat (Cachan, SFIO), Gabriel Chauvet (Chevilly-Larue, UDR), Georges Defert (Joinville, DVD), Louis Dolly (Villejuif, PCF), Julien Duranton (Valenton, PCF), Joseph Franceschi (Alfortville, SFIO), Henri Guérin (Charenton, centriste), Maxime Kalinsky (Villeneuve-le-Roi, PCF), Jacques Laloë (Ivry, PCF), René Nectoux (Maisons-Alfort, RI), Roland Nungesser (Nogent-sur-Marne, député UDR), Jean-Marie Poirier (Sucy-en-Brie, député UD-Ve), Paul Redon (Marolles-en-Brie, DVD), André Rouy (Villiers-sur-Marne, SFIO), Pierre Tabanou (L’Haÿ-les-Roses, SFIO), Gaston Viens (Orly, PCF). S’y ajoute le député Robert-André Vivien (UD-Ve) et le jeune élu gaulliste Michel Giraud (UD-Ve).
Néanmoins, à la création du Val-de-Marne, le vrai pilote, le vrai "chef", de cette entité départementale est le préfet, dans un contexte de régionalisation des politiques publiques et de mise en avant de la scène du district de la région de Paris : Paul Camous, préfet délégué du val-de-Marne (1964-1967), puis Lucien Lanier, préfet du Val-de-Marne (1967-1974), et les préfets qui leur succéderont. Et ceci jusqu'aux lois de décentralisation de 1982.
Le Val-de-Marne change sous l'effet des politiques d'équipement (aéroport d'Orly, MIN de Rungis et grandes opérations urbaines). Trois grandes ZUP sont construites dans le Val-de-Marne, celle de Créteil, celle de Fontenay-sous-bois et celle de Vitry.
Le pari politique à la création du département était de mixer populations aisées, sur les franges du territoire, et populations ouvrières, au centre, afin de laisser une chance aux partis de droite de contrôler le Conseil Général. Le pari est gagné lors des élections cantonales de 1970 avec la victoire des listes gaullistes aux élections cantonales. L'UDR Roland Nungesser devient président du Conseil Général à la place du communiste Gaston Viens. Le département bascule pourtant à gauche lors des élections cantonales de 1976 avec l'élection du communiste Michel Germa le 18 mars 1976 à la présidence du Conseil Général. Le poids du PC s'érode, mais reste fort dans le département avec encore 21,18 % pour les listes communistes lors du premier tour des élections cantonales de 1992. Le PC se maintient ainsi comme la première force politique d'un département qui penche clairement à gauche. Michel Germa est remplacé par le communiste Christian Favier le 23 mars 2001. En 2021 la droite remporte de nouveau le conseil général avec à sa tête Olivier Capitanio.

### Documents filmés sur le Val-de-Marne
- « La création du Val-de-Marne à travers ses archives : de la genèse d'une décision à la naissance officielle » : partenariat entre le Conseil général du Val-de-Marne et l'Université Paris-Est Créteil. Production : Archives départementales du Val-de-Marne, Montage et habillage : Cédric Desbarbès, 20 min, 2011
- « Val de Marne Anthologie 1964 - 2014 - Histoire d'un département », par Centre d'histoire sociale du xxe siècle, avec les historiens Emmanuel Bellanger (CNRS) et Julia Moro, ainsi que la directrice des archives du Val-de-Marne Marie-Andrée Corcuff ; réalisation Jeanne Menjoulet, 38 min, 2015